# NGC 6061
NGC 6061 је елиптична галаксија у сазвежђу Херкул која се налази на NGC листи објеката дубоког неба.
Деклинација објекта је + 18° 15' 0" а ректасцензија 16h 6m 16,1s. Привидна величина (магнитуда) објекта NGC 6061 износи 13,6 а фотографска магнитуда 14,6. NGC 6061 је још познат и под ознакама UGC 10199, MCG 3-41-118, CGCG 108-145, DRCG 34-134, PGC 57137.